# Papirinus
Genre
Papirinus est un genre de collemboles de la famille des Katiannidae.

## Liste des espèces
Selon Checklist of the Collembola of the World (version du 16 août 2019) :
- Papirinus ankaratrensis Betsch, 1974
- Papirinus ieti Yosii, 1966
- Papirinus leleupi Delamare Deboutteville & Massoud, 1963
- Papirinus prodigiosus Yosii, 1954

## Publication originale
- Yosii, 1954 : Springschwänze des Ozé-Naturschutzgebietes. Scientific Researches of the Ozegahara Moor, p. 777–830.